# Liberty Bell

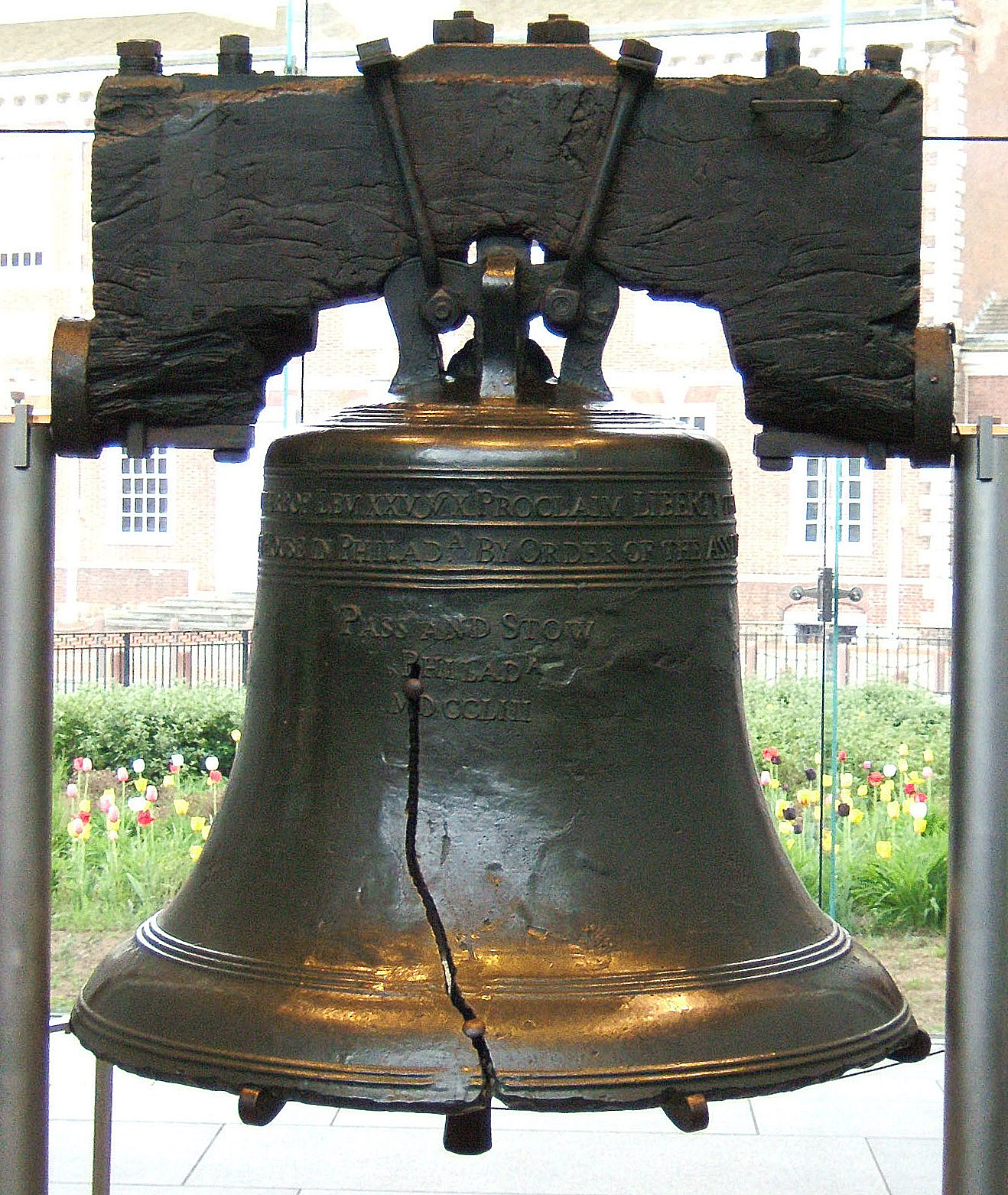
La Liberty Bell

La Liberty Bell (in italiano: Campana della Libertà) è una campana interamente in bronzo, che si trova a Filadelfia in Pennsylvania, dove arrivò il 1º settembre 1752.
Reca incisa una scritta (in inglese) comprendente anche un versetto del Levitico: 
Proclaim LIBERTY Throughout all the Land unto all the Inhabitants Thereof Lev. XXV. v X.

By Order of the ASSEMBLY of the Province of PENSYLVANIA for the State House in PhiladA

Pass and Stow

Philada

MDCCLIII

## Storia
La campana fu forgiata nel 1751 nel quartiere di Whitechapel a Londra, dove nacque William Penn, fondatore dello stato della Pennsylvania e ideatore della Carta dei Privilegi allo scopo di celebrarne il cinquantesimo anniversario. Il suo peso è di circa 950 kg con un batacchio di circa 20 kg. Ha un grande significato storico, essendo forse il simbolo più comunemente associato alla Rivoluzione americana. Il 4 luglio del 1776, il suo suono radunò i cittadini di Filadelfia per la lettura della Dichiarazione d'indipendenza. Precedentemente, aveva suonato per annunciare l'apertura del primo congresso continentale nel 1774 e dopo la battaglia di Lexington e Concord nel 1775. Suonò per l'ultima volta il 22 febbraio del 1846, in occasione del compleanno di George Washington.
La Liberty Bell è conosciuta anche come Old State House Bell (Vecchia Campana della Casa dello Stato) dal 1837, quando fu adottata dalla società americana contro la schiavitù, come simbolo del movimento abolizionista. Negli Stati Uniti, la Liberty Bell è uno dei più familiari simboli di indipendenza, amore per la patria e libertà. Fu installata in passato nella torre dell'Independence Hall, uno dei venti siti statunitensi ad essere stati inseriti dall'UNESCO tra i Patrimoni dell'umanità. Nel 1876, nel centenario dell'indipendenza, lasciò il posto ad una Centennial Bell. Al giorno d'oggi la campana, con la sua famosa crepa, è esposta lungo la strada all'interno del Liberty Bell Center.